# Фонтистерни (Фиренца)
Фонтистерни је насеље у Италији у округу Фиренца, региону Тоскана.
Према процени из 2011. у насељу је живело 56 становника. Насеље се налази на надморској висини од 226 м.